# Freimaurerloge Zu den drei Pfeilen
Die Johannisloge Zu den drei Pfeilen ist die zweitälteste Nürnberger Freimaurerloge und wurde am 18. März 1789 gegründet. Sie folgt seit 1803 der Schröderschen Lehrart und rechnet sich der humanistischen Freimaurerei zu. Zusammen mit der Loge „Joseph zur Einigkeit“ errichtete sie im 19. Jahrhundert das Logenhaus Nürnberg.

## Gründungsgeschichte
Die Freimaurerloge ging 1789 aus der Nürnberger Loge „Joseph Zur Einigkeit“ hervor. Mit der Neugründung wollten sich die Gründer bewusst vom Hochgradsystem der Strikten Observanz abgrenzen. Sie verfolgten stattdessen ein System nach englischem Vorbild mit den drei Graden Lehrling, Geselle und Meister. Die „drei Pfeile“ des Logenemblems (Bijou) repräsentieren „Freiheit, Gleichheit und Einigkeit“, die vom „Band der Freundschaft“ umschlungen sind.
Früh stand die Loge im Austausch mit dem freimaurerischen Reformer Friedrich Ludwig Schröder aus Hamburg. Seit 1803 folgt die Loge seiner Lehrart, heute als einzige in Bayern innerhalb der Großloge der Alten Freien und Angenommenen Maurer von Deutschland (AFuAMvD).
Der Loge gehörten viele namhafte Angehörige der Nürnberger Ober- und Mittelschicht an, z. B. der Kaufmann und Politiker Paul Wolfgang Merkel, der Industrielle Johannes Zeltner, der Kunsthändler Johann Friedrich Frauenholz, der Historiker Johann Ferdinand Roth, der Pietist Johann Tobias Kießling oder der Jurist Anton von Schauß, der auch Mitglied der Frankfurter Nationalversammlung war. Namen von Logenmitgliedern lassen sich „vielfach bis heute in Straßennamen Nürnbergs wiederfinden“. Bis Anfang des 20. Jahrhunderts gehörten der Loge zeitgleich weit über 100 Mitglieder an. Die heutige Mitgliederzahl ist unbekannt.
Die historische Überlieferung für die Zeit 1789–1935 liegt im Geheimen Staatsarchiv Preußischer Kulturbesitz und kann mit Zustimmung der Loge wissenschaftlich untersucht werden.

## Gesellschaftliches und freimaurerisches Engagement
Über öffentliche Vortragsveranstaltungen oder die Diskussionsgesellschaft „Eos“ bezog die Loge in der zweiten Hälfte des 19. Jahrhunderts auch die weitere Nürnberger Bürgergesellschaft aktiv ein. Bis zur Selbstauflösung in der Zeit des Nationalsozialismus unterhielt sie mehrere Stiftungen und Wohlfahrtseinrichtungen. Auch gegenwärtig ist die Loge karitativ tätig. Nach eigenen Angaben geht die „Jahressammlung“ an „Organisationen, Gruppen oder förderungswürdige Initiativen aus dem Raum Nürnberg“.
Innerhalb der deutschen Freimaurerei war die Loge stark vernetzend tätig. Sie pflegte z. B. überregional Kontakt zu anderen Logen und engagierte sich im 19. Jahrhundert in reformerisch orientierten Institutionen wie der progressiven Großloge des Eklektischen Freimaurerbundes. Logenmitglieder setzten sich in dieser Zeit für die Aufnahme jüdischer Mitbürger in die Freimaurerlogen oder für eine Zusammenarbeit mit den Prince-Hall-Logen afroamerikanischer US-Bürger ein.

## Logenhaus Nürnberg
Zusammen mit der Loge „Joseph zur Einigkeit“ bezog die Loge „Zu den drei Pfeilen“ 1886 das gemeinsam erbaute Nürnberger Logenhaus an der Hallerwiese. Im Ersten Weltkrieg diente das Haus als Lazarett. Im Nationalsozialismus wurde das Logenhaus vom Regime übernommen und zum antimasonischen „Freimaurerlogenmuseum“ umgenutzt. Infolge von Kriegsschäden entschied man sich gegen eine umfangreiche Sanierung. Das Haus wurde abgerissen und in den 1960er Jahren durch einen Neubau ersetzt.
Seit 2014 sitzt die Loge im Logenhaus Fürth, rechnet sich aber gemäß freimaurerischem Brauchtum weiterhin dem „Orient“ Nürnberg zu.